# Frontera entre Alemania y Bélgica
La frontera entre Alemania y Bélgica es la frontera internacional que separa a estos dos país miembros del Unión Europea. Se encuentra principalmente en el corazón de la región de Hautes Fagnes/Eifel, y en parte toma prestados los cursos de los ríos Our y Olef. A nivel de las entidades subnacionales, la frontera es compartida por los lander de Renania del Norte-Westfalia y Renania-Palatinado por Alemania, y Valonia por Bélgica.

## Los hitos trifronterizos

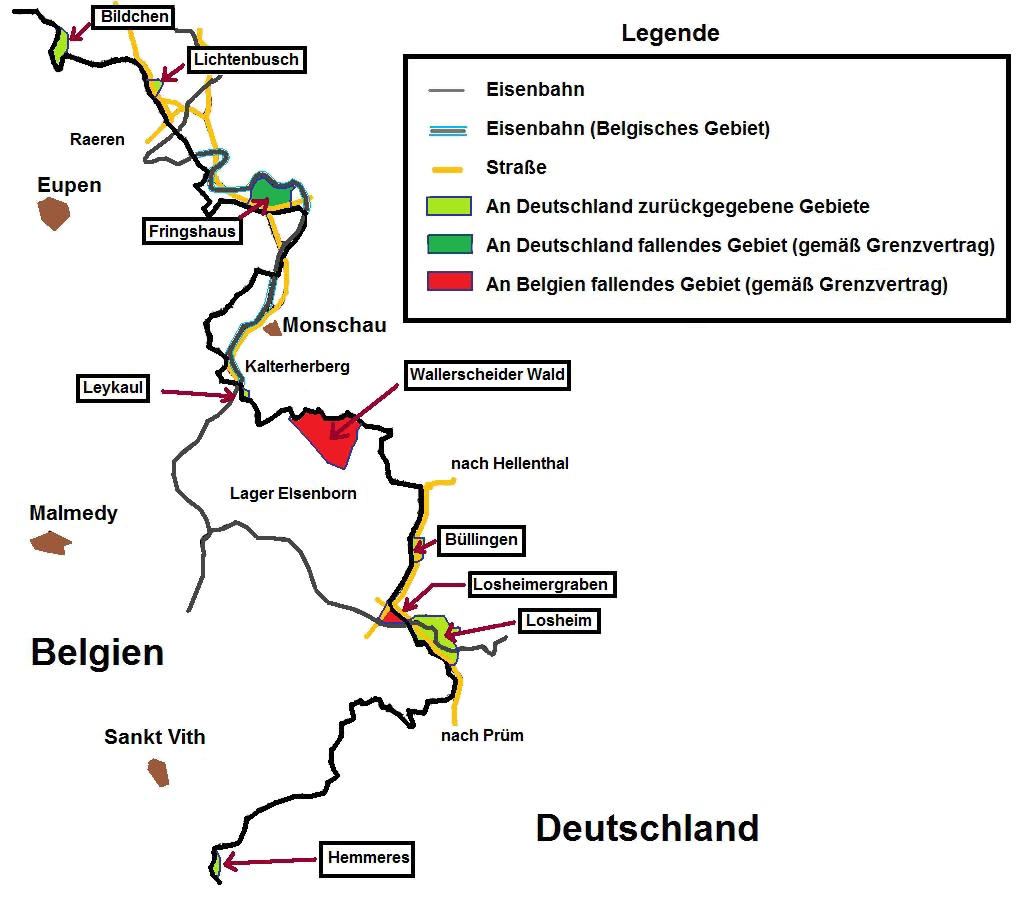
Mapa de los intercambios de territorios en 1956: en rojo para Bélgica, en verde para Alemania.

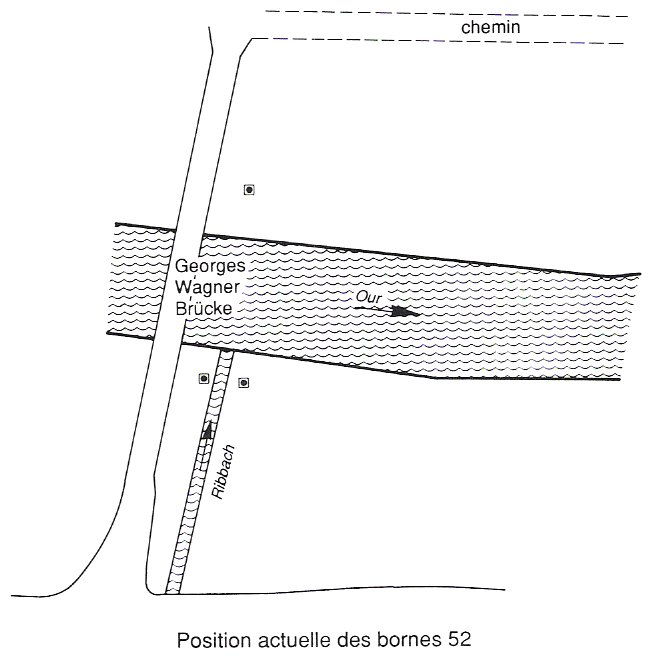
El hito 52 que marca el trifinio Alemania-Luxemburgo-Bélgica.

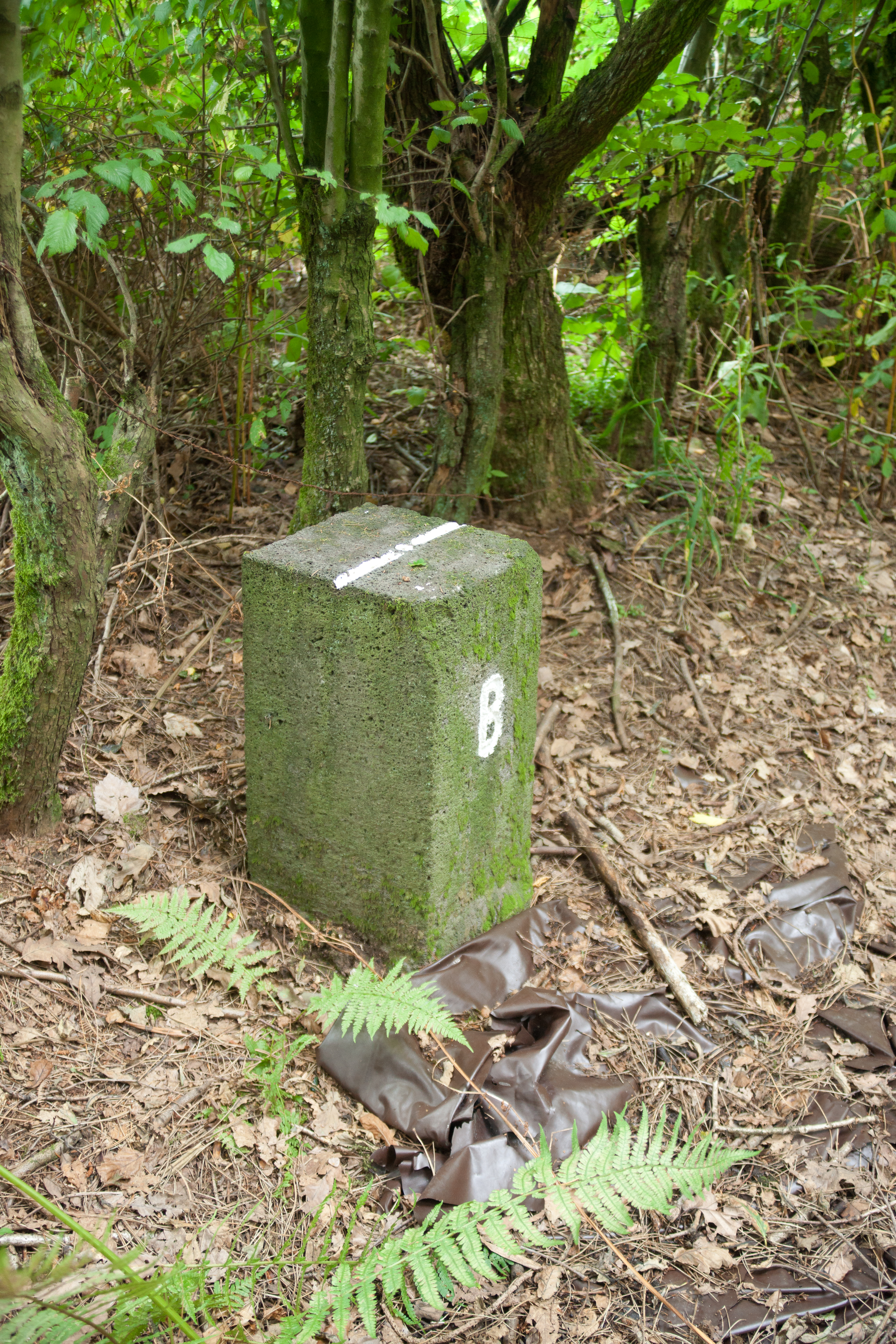
Hito fronterizo Alemania-Bélgica sobre el Vaalserberg.

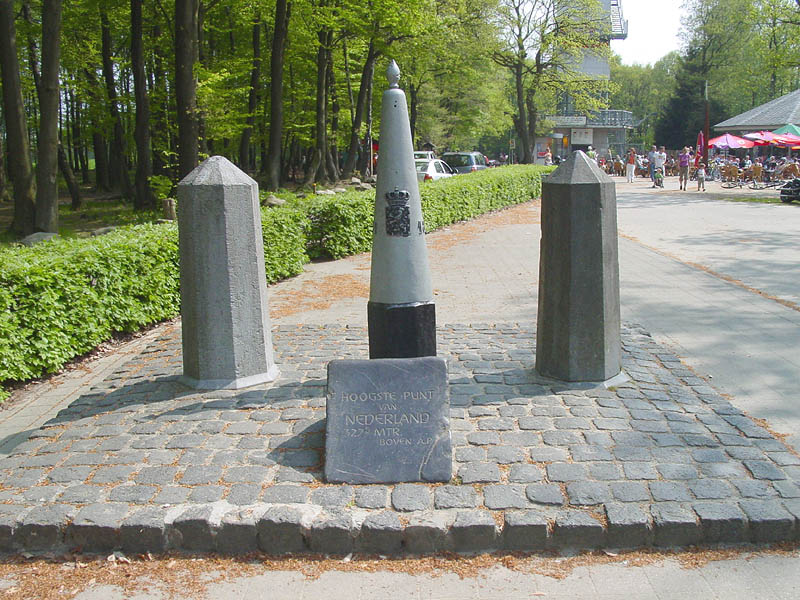
El trifinio de Vaalserberg (el punto culminante de Países Bajos)

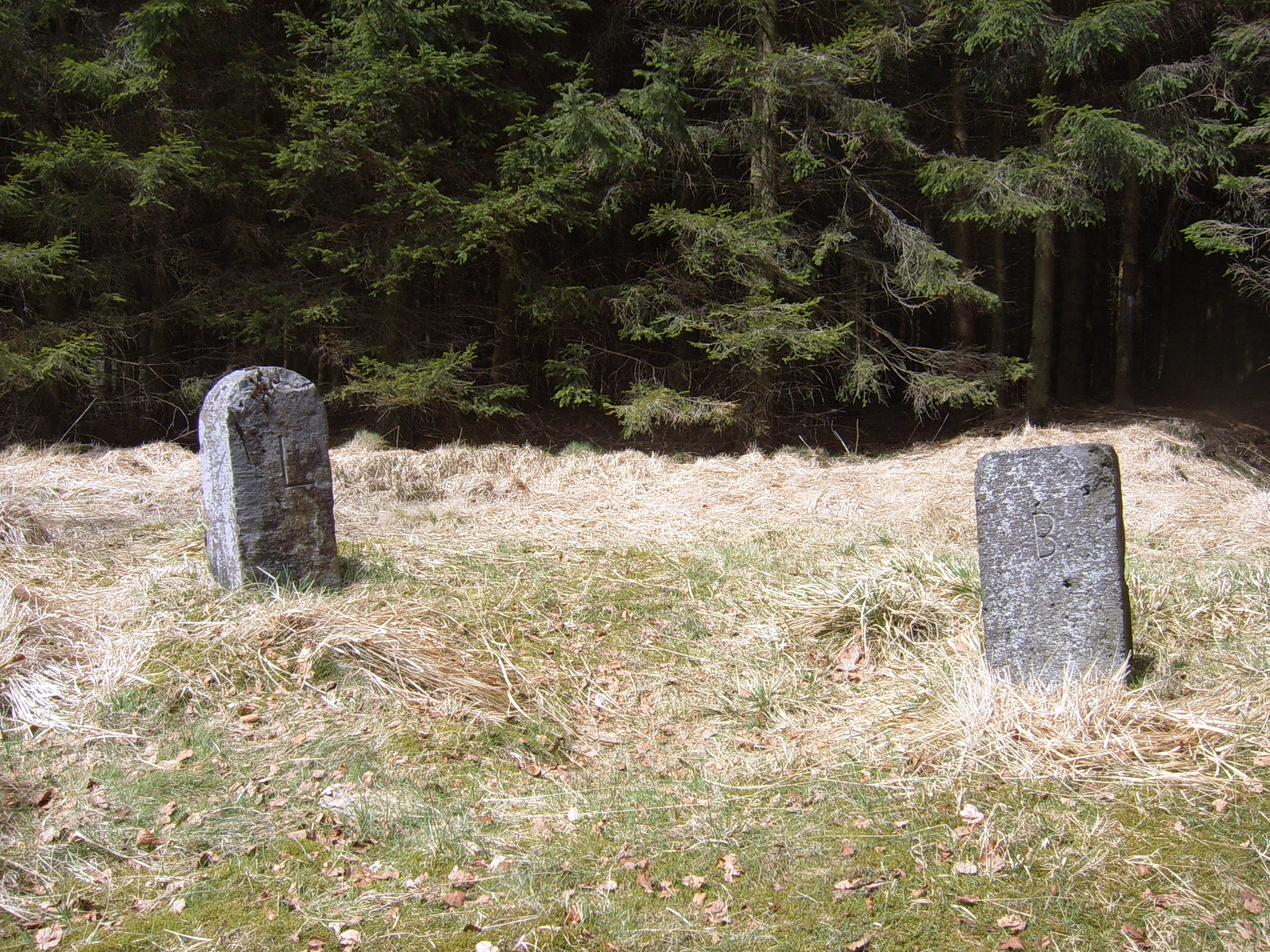
Hitos fronterizos en las fuentes del Schwalm: Juliers-Luxemburgo (antiguo régimen) a la izquierda y Bélgica-Prusia a la derecha, materializando la frontera de 1919 a 1956.

Después de la Primera Guerra Mundial, este lugar marcó el límite sur de la nueva frontera entre Bélgica y Alemania y se convierte en el punto de tres fronteras. Los nuevos hitos no están en los mismos lugares que os antiguos postes. Los marcadores (n.º 52) se colocan de manera que la cara marcada con L (o D) se gire hacia el territorio de luxemburgués (o alemán), la cara marcada con LD (DL) hacia el territorio común y la cara B, 1/52 B para Bélgica. La numeración comienza con la cifra 1, porque el marcador con la numeración 52 estaba bajo la regla prusiana (es por eso que los terminales de arenisca llevan la letra D y no P, D para Alemania). Este punto se encuentra actualmente en las comunas de Sevenig (Alemania), Burg-Reuland (Bélgica) y Clervaux (Luxemburgo).
Al norte se encuentra el punto triple marcado por el hito 193, punto de encuentro con las fronteras de Alemania/Países Bajos y Bélgica/Países Bajos, en un lugar llamado Vaalserberg ubicado a unos 3 km al oeste de Aquisgrán. fue incluso un cuatrifinio entre 1830 y 1919, entre la fecha de independencia de Bélgica y el fin del territorio neutral de Moresnet.

## Ferrocarriles y la frontera
Particularidad: la "línea ferroviaria de Fagnes" (Vennbahn en alemán), siguiendo el tratado de Versalles de 1919, es completamente belga aunque su recorrido penetra varias veces en Alemania, formando entonces cinco enclaves alemanes en territorio belga.
Actualmente, este ferrocarril ha hecho lugar a una vía reservada a las usuarios lentos conocida bajo "RAVeL 48" que tiene su origen a Raeren para coger Sankt Vith.

## Rectificación de 1956
El tratado del 24 de septiembre de 1956 concretó el trazado definitivo de la frontera germano-belga meridional, con el intercambio de territorios de tamaño limitado.